# November 1917
Portal Geschichte | Portal Biografien | Aktuelle Ereignisse | Jahreskalender | Tagesartikel

◄ |
19. Jahrhundert |
20. Jahrhundert
| 21. Jahrhundert

◄ |
1880er |
1890er |
1900er |
1910er
| 1920er | 1930er | 1940er | ►

◄ |
1913 |
1914 |
1915 |
1916 |
1917
| 1918 | 1919 | 1920 | 1921 | ►

◄ |
August 1917 |
September 1917 |
Oktober 1917 |
November 1917 |
Dezember 1917 |
Januar 1918 |
Februar 1918 |
►
Dieser Artikel behandelt tagesbezogene Nachrichten und Ereignisse im November 1917.
Fortlaufend: der Erste Weltkrieg; bereits im November wurden unter der Federführung von General Ludendorff die Planungen für eine finale Offensive der deutschen Streitkräfte an der Westfront begonnen (Frühjahrsoffensive); auch im November 1917 setzt sich die Wirtschaftskrise der letzten Kriegsmonate fort.

## Tagesgeschehen

### Donnerstag, 1. November 1917
- Berlin: Nach Georg Michaelis wird Graf Georg von Hertling, 1843–1919, ein Philosophieprofessor und Zentrumspolitiker, Reichskanzler und preußischer Ministerpräsident.
- Beginn der dritten Schlacht um Gaza der brit. Ägyptischen Expeditionsstreitkräfte (bis 7. Nov; wird brit. Erfolg)
- Bei einer Bombenexplosion im Milwaukee Police Department sterben neun Beamte

GeborenWolfgang Ruge, deutscher Historiker (gest. 2006)
Erich Rudorffer, deutscher Jagdflieger (gest. 2016)

### Freitag, 2. November 1917
- Der Britische Außenminister (in der Regierung Lloyd George) Arthur Balfour signalisiert mit der nach ihm benannten Balfour Declaration die Unterstützung seines Landes bei der Einrichtung einer Heimstätte für Juden in Palästina.
- Mit dem Lansing-Ishii-Abkommen verständigen sich die Vereinigten Staaten und das Kaiserreich Japan über ihre Interessen in China. Die Verhandlungsführer beider Nationen sind der ehemalige japanische Außenminister Ishii Kikujirō und der US-Außenminister Robert Lansing. Die Politik der offenen Tür soll beibehalten werden.

GeborenDale Wasserman, US-amerikanischer Schriftsteller († 2008)
Ann Rutherford, kanadische Schauspielerin († 2012)

### Sonntag, 4. November 1917
Geboren:
Leonardo Cimino, US-amerikanischer Schauspieler († 2012)
Virginia Field, britische Schauspielerin († 1992)

### Montag, 5. November 1917
Geboren: Jacqueline Auriol, französische Pilotin, durchbrach als erste Frau die Schallmauer (gest. 2000)

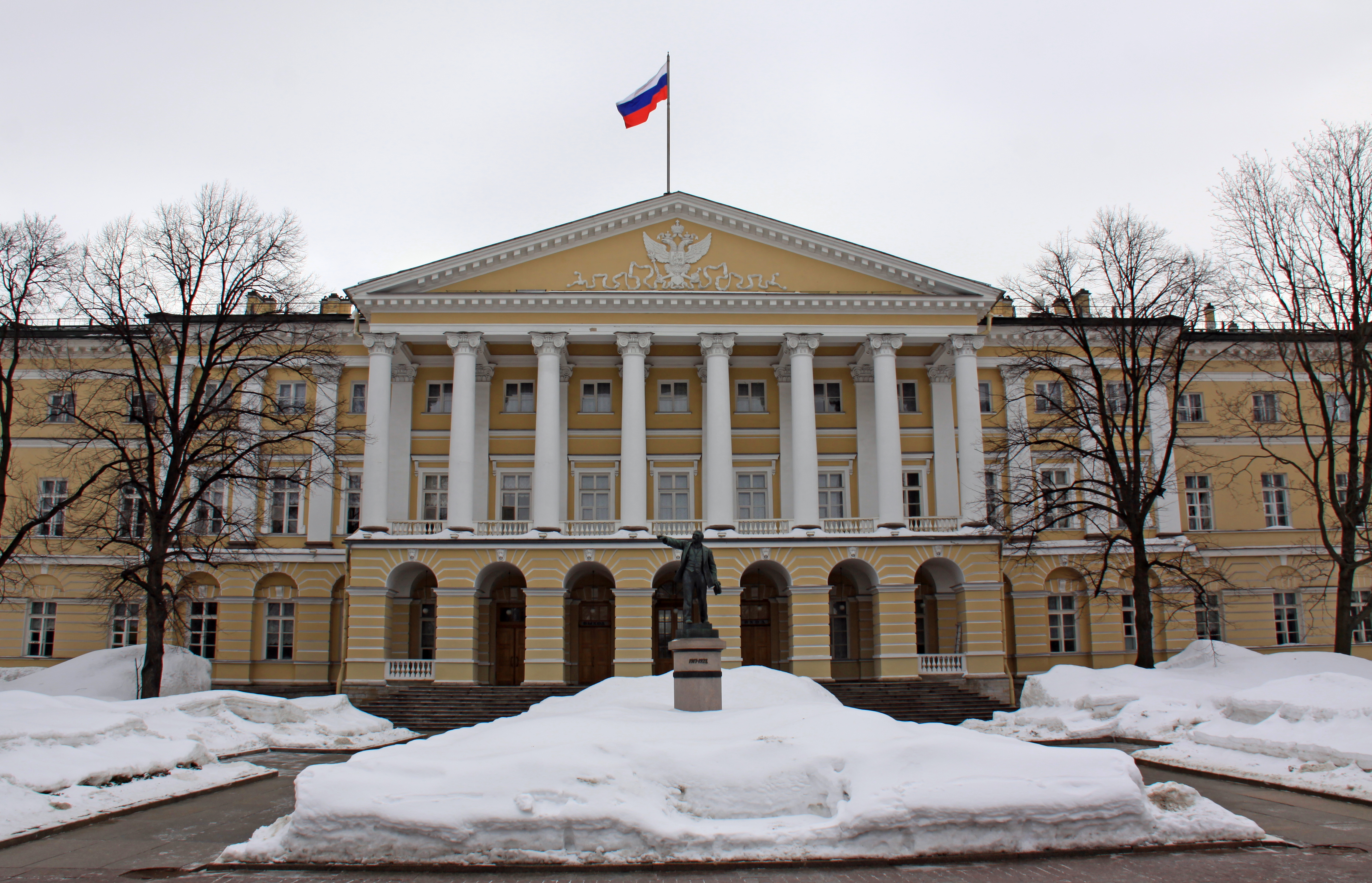
Smolny-Institut

### Dienstag, 6. November 1917
- Die Dritte Flandernschlacht an der Westfront, um einen Durchbruch im Raum Ypern zu erzielen, endete nach hohe Verlusten erfolglos (seit 31. Juli 1917).
- Ab dem Morgen tagten die entscheidenden Mitglieder des Zentralkomitees des Petrograder Sowjets in Permanenz im Smolny, dort war auch der Sitz des Stabs der Bolschewiken

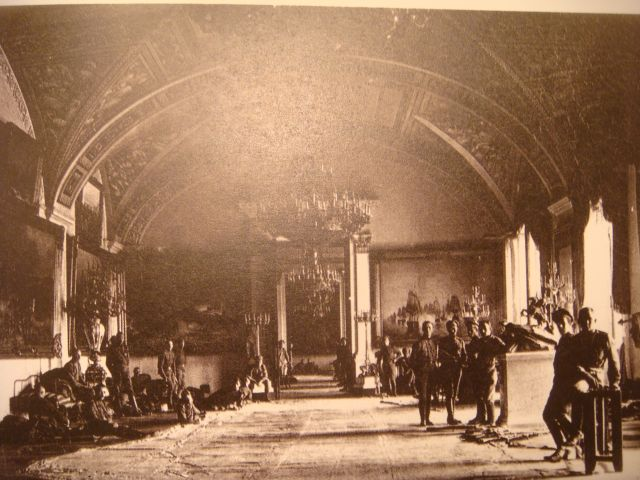
Wache haltende Kadetten (adlige Off.anwärter) im Winterpalast

Geboren:
András Mihály, ungarischer Komponist († 1993)
Edgar Whitcomb, US-amerikanischer Politiker († 2016)

### Mittwoch, 7. November 1917
- Rapallo: Frankreich, Großbritannien und Italien bilden auf der Konferenz von Rapallo den Alliierten Obersten Kriegsrat
- Petrograd: In den frühen Morgenstunden des 25. Oktober besetzen aufständische Soldaten auf Befehl des Revolutionskomitees die strategisch wichtigen Einrichtungen der Stadt: die Bahnhöfe, die Hauptpost, das Telegrafenamt, die Telefonzentrale, das Elektrizitätswerk und die Staatsbank.
- In Petrograd wird einem Signalschuss des Kreuzers Aurora der Beginn der Oktoberrevolution zugeschrieben. Der Winterpalast, der Sitz der Provisorischen Regierung, wird gestürmt und alle Regierungsmitglieder außer dem geflüchteten Ministerpräsidenten Kerenski festgenommen.[1]
- Gegen 23 Uhr beginnt im Smolny-Institut der II. Allrussische Sowjetkongress

(Beachte Kalenderreform 25. Oktoberjul. / 7. Novembergreg.)
GeborenJán Arpáš, slowakischer Fußballspieler († 1976)
Lew Jefimowitsch Kerbel, sowjetischer Bildhauer (gest. 2003)
Helen Suzman, südafrikanische Politikerin († 2009)

### Donnerstag, 8. November 1917
- Petrograd: Die verbliebenen Regierungssoldaten im Winterpalast geben gegen zwei Uhr morgens ihren Widerstand auf. Die verhaftete Regierung wird vom MRK in die Peter-und-Paul-Festung gebracht.
- Die Russische Sozialistische Föderative Sowjetrepublik wird gegründet.
  - In der Iswestija wird das von Lenin ausgearbeitete Dekret über Grund und Boden veröffentlicht. Die entschädigungslose Konfiszierung der Ländereien von Gutsherren, Kirchen und Staatsdomänen gewinnt die Landbevölkerung für die Bolschewiken.
  - Am gleichen Tag beschließt die Regierung Sowjetrusslands einstimmig auch das Dekret über den Frieden (Friedensangebot an das Dt. Reich), das ebenfalls in der Iswestija veröffentlicht wird.

(Beachte Kalenderreform 26. Oktoberjul. / 8. Novembergreg.)

### Freitag, 9. November 1917
- Lew Kamenew wird Vorsitzender des Gesamtrussischen Zentralexekutivkomitees und damit Staatsoberhaupt der Russischen Sozialistischen Föderativen Sowjetrepublik. Er wird nur zwölf Tage später von Jakow Swerdlow abgelöst.
- Per Dekret werden 13 Volkskommissariate geschaffen (an Stelle von Ministerien) und der Rat der Volkskommissare tritt zusammen.

(Beachte Kalenderreform 27. Oktoberjul. / 9. Novembergreg.)

### Samstag, 10. November 1917
- Die erste von drei Piaveschlachten im Ersten Weltkrieg beginnt. Österreich-Ungarn versucht damit, den Krieg gegen Italien zu seinen Gunsten zu entscheiden.

### Sonntag, 11. November 1917
- Italien, am Tagliamento: Auswirkungen der Zwölften Isonzoschlacht, italienisch Battaglia di Caporetto (Oktober, der ersten Bewegungsschlacht an der Alpenfront): es folgt dort der Übergang in den Stellungskrieg am Piave.

### Dienstag, 13. November 1917
- Georges Clemenceau wird französischer Ministerpräsident

### Mittwoch, 14. November 1917
Geboren:
- Park Chung-hee, Präsident Südkorea (1979)

### Donnerstag, 15. November 1917
Gestorben:
- Émile Durkheim (in Paris; geb. 1858 in Épinal, Frankreich; das Fach an der Sorbonne im Wesentlichen begründender Soziologe)

### Samstag, 17. November 1917
- Deutsche Minensuchboote werden bei dem Versuch abgefangen, einen Seeweg durch ein britisches Minenfeld in der Helgoländer Bucht anzulegen (Seegefecht bei Helgoland).

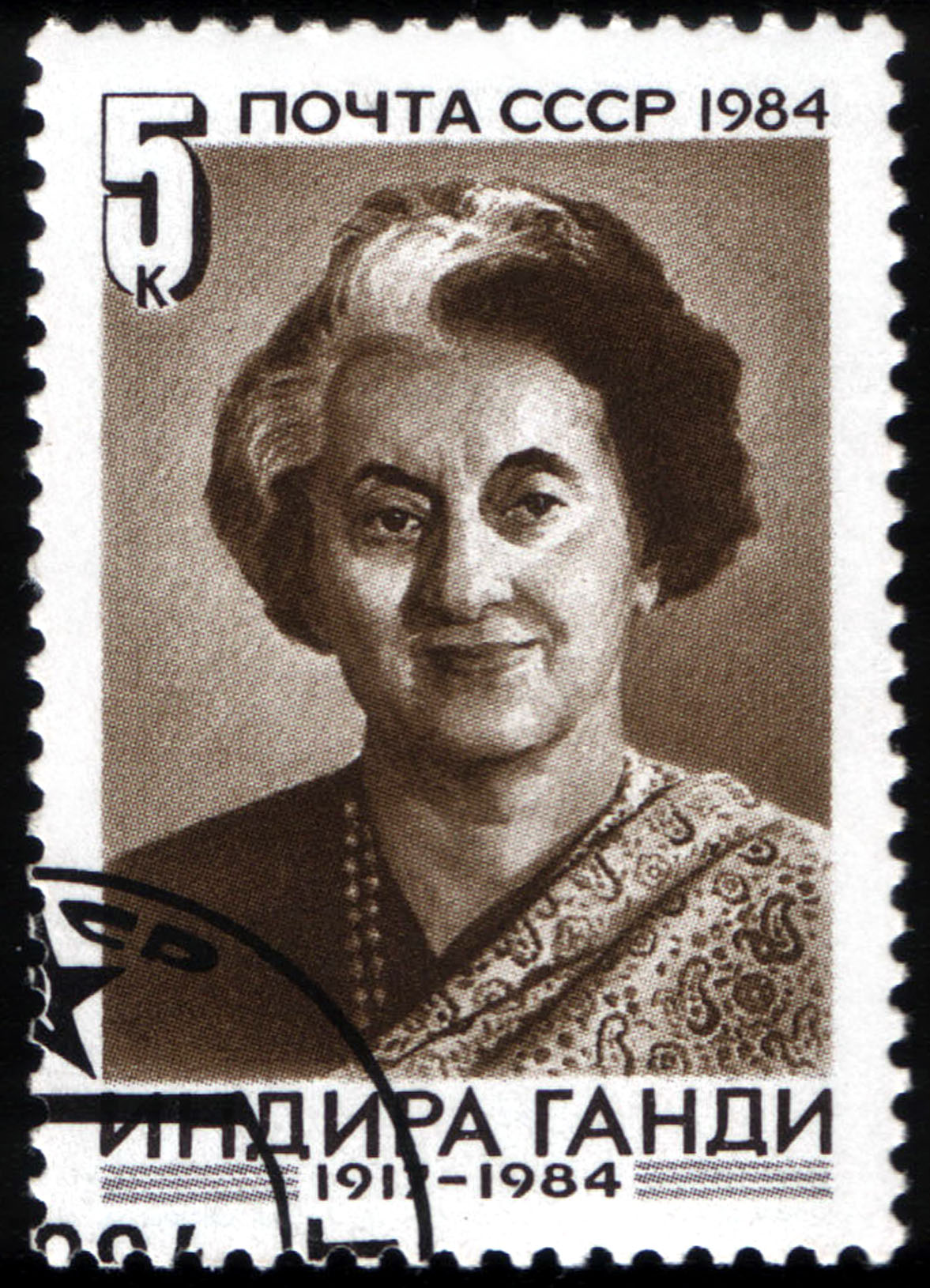
Indira Gandhi, 1984

### Sonntag, 18. November 1917
Geboren:
- Pedro Infante, mexikanischer Schauspieler und Sänger (gest. 1957)

Gestorben:
- Auguste Rodin (frz. Maler, geb. 1840)

### Montag, 19. November 1917
- Beginn der Schlacht um Jerusalem (britische Truppen kämpfen ab 19. November 1917 gegen osmanische und deutsche Truppen)

Geboren
- Indira Gandhi, indische Politikerin und Premierministerin (gest. 1984)

### Dienstag, 20. November 1917
- Die Schlacht von Cambrai (Westfront), die erste große Panzeroffensive der Geschichte, beginnt (endet erfolglos am 7. Dezember).
- Der Zentralrat (Zentralna Rada) der Ukraine ruft die autonome Ukrainischen Volksrepublik innerhalb des neuen föderativen Sowjetrusslands aus.

Geboren
- Robert Byrd, US-amerikanischer Politiker († 2010)
- Hugh Gregg, US-amerikanischer Politiker († 2003)

### Donnerstag, 22. November 1917
- In der Schlacht von Ngomano besiegen deutsche Kolonialtruppen in Südostafrika bei Ngomano portugiesische Einheiten

Geboren
Andrew Fielding Huxley, britischer Biophysiker und Physiologe, Nobelpreisträger († 2012)
Jean-Etienne Marie, französischer Komponist († 1989)

### Freitag, 23. November 1917
- Moskau: Die bolschewistische Regierung veröffentlicht den Inhalt des bis dahin geheimen Sykes-Picot-Abkommens zwischen den Regierungen Großbritanniens und Frankreichs zur Festlegung von deren Interessensgebieten im Nahen Osten in der Prawda und der Iswestija

### Sonntag, 25. November 1917
- Die Wahlen zur Russischen Konstituierenden Versammlung werden abgehalten, aus denen die Partei der Sozialrevolutionäre mit Abstand als stärkste Kraft hervorgeht (38 %). Die Bolschewiken erhalten ca. ein Viertel der Stimmen.

### Mittwoch, 28. November 1917
- Sowjetunion/Russland: Leo Trotzki macht den Kriegsparteien einen Vorschlag für einen Waffenstillstand. Der wird von den Entente-Mächten abgelehnt werden und erhält die Zustimmung der Mittelmächte.